# Kraften i stenen

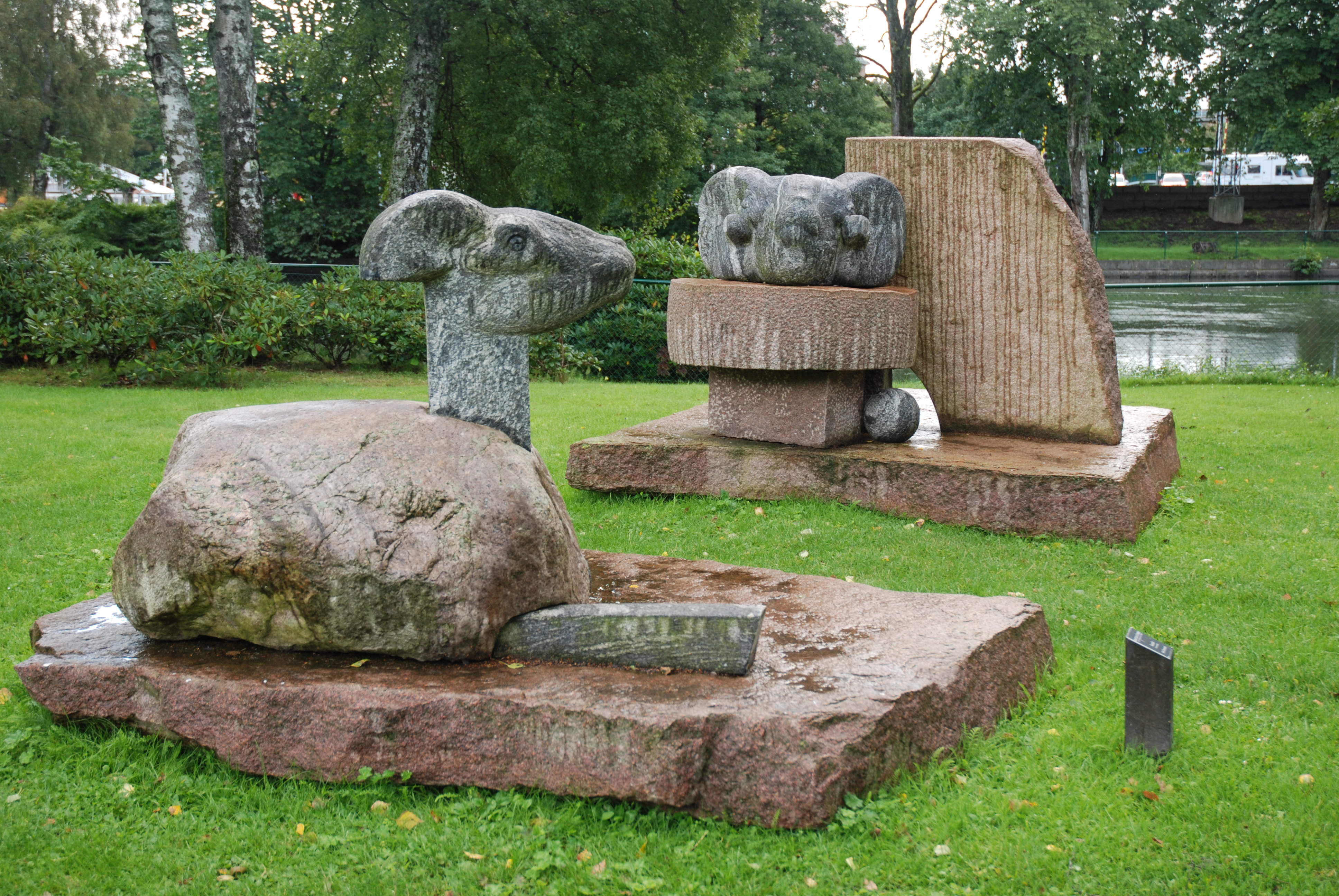
Erik Åkerlunds Gutefår, Spikön

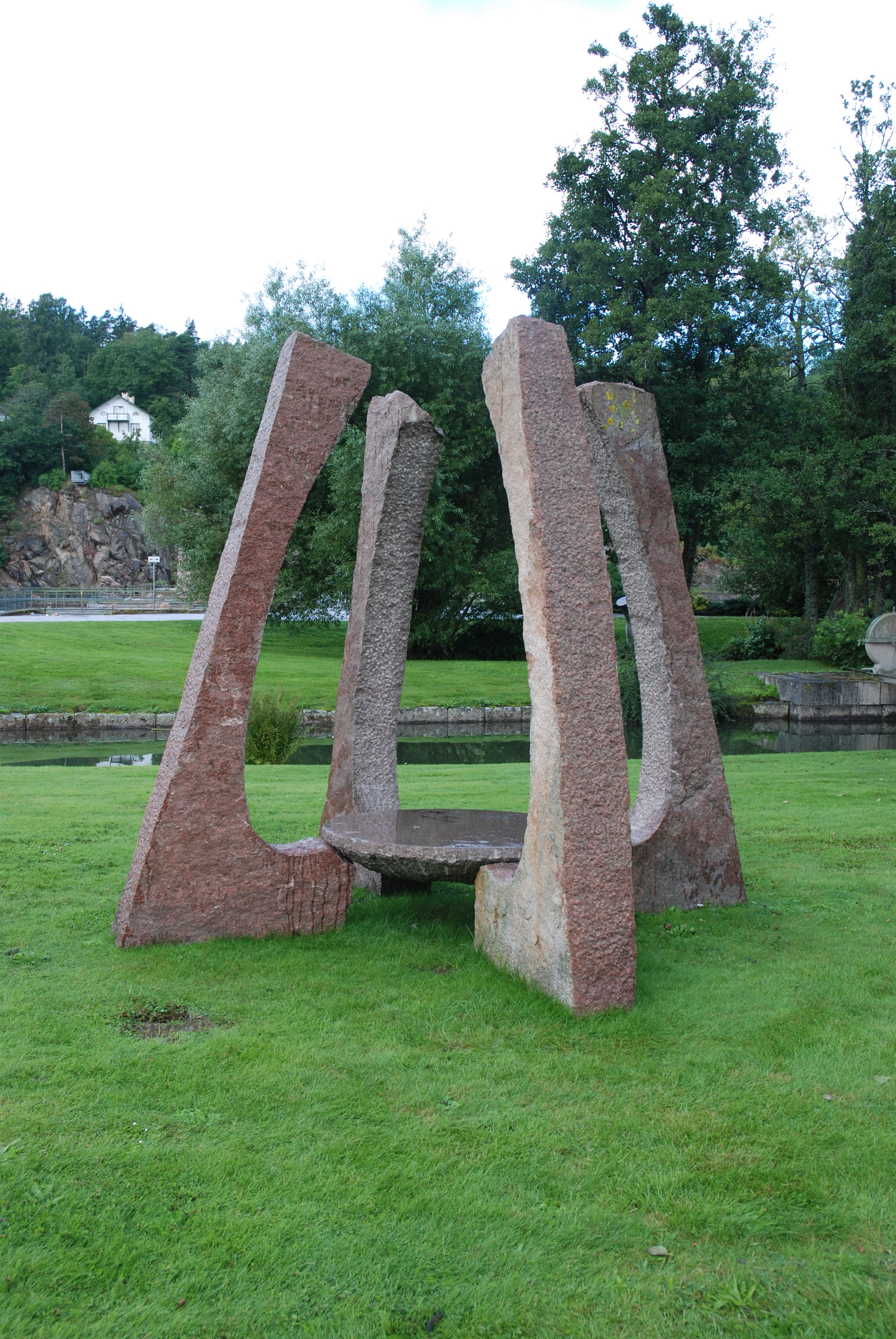
Ingemar Lolo Funck Anderssons Kraftsamling, Spikön

Kraften i Stenen var en utomhusutställning av skulpturer i området mellan Göta älv och Trollhätte kanal i Trollhättan
Utställningen tog sin början 2008 och är ett samarbete mellan Konsthallen Trollhättan, Vattenfall och Konstnärernas Kollektivverkstad i Bohuslän. Då ställdes åtta stenskulptur ut under det gemensamma namnet Kraften i Stenen.
Utställningen har därefter utvidgats med 16 skulpturer 2009 och förlängts i tiden.
Konstverken binder samman platser som Kanaltorget, Strömkarlsbron, Kyrkstigen och Spikön till ett skulpturstråk.

## Utställda konstverk
- Per Agelii (1965-), En larv och några svampar, bohusgranit
- Ingemar Lolo Funck Andersson (1954-): Björn, Räv och Varg, alla sandsten
- Ingemar Lolo Funck Andersson, Sol ute, stol inne, för hjärta och sinne, bohusgranit
- Ingemar Lolo Funck Anderson, Kraftsamlare, bohusgranit, Spikön
- Jan Bergh (1938-), Oändlighetsform, tranåsgranit
- Ann Carlsson Korneev, Turning the wheel
- Ann Carlsson Korneev, Moments of insight, serpentin och granit
- Monica Funck (1965-),I hennes trädgård, bohusgranit
- Monica Funck, Slow life/Vill du bi en liten sjö?, granit och gnejs
- Claes Hake, Kungen och Drottningen, bohusgranit
- Jiri Kacer (1956-), Fragment, grå granit
- Henjasaj Koda (1947-), Tidvattnets klocka, bohusgranit
- Viktor Korneev, Looking for the light, granit
- Viktor Korneev, Touch, bohusgranit
- Hiroshi Koyama (1955-), Dörr - VII, diabas och cortenstål
- Uwe Kresten (1940- ), Triad, bohusgranit
- Christina Monti (1959-), Twisted sisters, bohusgranit
- Ian Newberry (1960-), XX/XY, diabas
- Hagbart Solløs (1951-), Poetens sten, larvikit
- Clara Sörnäs (1966-), Blommor med kvinna, diabas
- Lars Widenbäck (1954-), Facing time, bohusgranit
- Erik Åkerlund, (1945-) Gutefår, granit och gnejs